# Mysliboř
Mysliboř är en ort i Tjeckien.   Den ligger i regionen Vysočina, i den centrala delen av landet, 120 km sydost om huvudstaden Prag. Mysliboř ligger 534 meter över havet och antalet invånare är 227.
Terrängen runt Mysliboř är huvudsakligen platt, men västerut är den kuperad. Mysliboř ligger nere i en dal. Runt Mysliboř är det ganska tätbefolkat, med 65 invånare per kvadratkilometer. Närmaste större samhälle är Telč, 3,6 km sydväst om Mysliboř. I omgivningarna runt Mysliboř växer i huvudsak blandskog.